# Carl Wilhelm de Vries
Carl Wilhelm de Vries (Amsterdam, 26 augustus 1882 - 's-Gravenhage, 19 augustus 1967) was een Nederlands rechtsgeleerde, hoogleraar staats-, administratief en arbeidsrecht aan de Nederlandsche Handelshoogeschool te Rotterdam en rector magnificus in het studiejaar 1934-1935 en de twee studiejaren 1945-1947.

## Levensloop
De Vries, zoon van Gerard de Vries en Johanna Wilhelmina Vollgraff, werd geboren in Amsterdam, waar zijn vader werkte als kantoorbediende. Toen zijn ouders vroeg overleden, ging hij eerst naar het gezin van een tante in Leeuwarden en toen naar het gezin van een oom, de rechter C.W. Vollgraff. Hij volgde middelbaar onderwijs aan de HBS in Alkmaar en het gymnasium in Amsterdam en Den Haag. In 1902 schreef hij zich in voor de rechtenstudie aan de Universiteit Leiden, waar hij in 1907 promoveerde.
De Vries begon zijn loopbaan als repetitor in het staats- en strafrecht, terwijl hij zijn dienstplicht vervulde. In 1913 begon hij bij de Raad van State als commies van staat, waar hij in 1920 tot referendaris werd bevorderd. In 1921 begon hij hiernaast als privaatdocent in de Nederlandse sociale wetgeving en haar geschiedenis aan de Universiteit te Leiden. Vier jaar later in 1925 werd hij aangesteld aan de Nederlandse Economische Hogeschool te Rotterdam als hoogleraar staats-, administratief- en arbeidsrecht. Hij diende daar tot zijn emeritaat in 1952 en trad in die tijd twee studiejaren op als rector magnificus van de hogeschool.

### Personalia
De Vries trouwde op 29 augustus 1907 met Henriette Elisabeth Dorothea Vollgraff, die overleed op 24 februari 1909. Op 18 maart 1913 trouwde hij opnieuw, nu met Anna van den Toorn en samen hadden ze twee zoons en een dochter.

## Werk

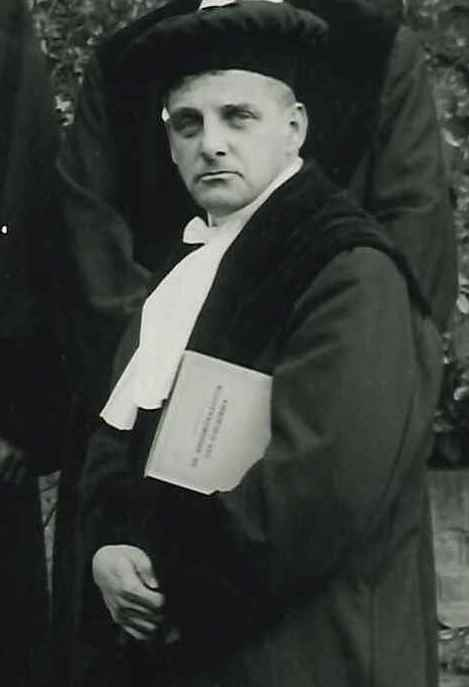
C.W. de Vries (1928)

### Armenzorg
In opdracht van de Nederlandse voor armenzorg en weldadigheid te Amsterdam, schreef De Vries het bekende Handboek voor armbezoekers, gepubliceerd in 1916. Hierin verwerkte hij ook zijn eigen ervaringen met armoede in zijn jonge jaren in Friesland. Twee jaar later in 1918 werd De Vries actief in het bestuur van de Algemene Armencommissie, die actief was op het gebied van armenzorg en betreffende de Armenwet. Pas nadat dit alles geregeld was in de Algemene Bijstandswet van 1965. legde De Vries deze werkzaamheden neer.

### Parlementaire historie
In de jaren 1920 ontpopte De Vries zich als parlementair historicus. Volgens Vermeulen (2013) publiceerde hij in 1921 en 1928:
... omvangrijke artikelen over de geschiedenis van de sociale wetgeving in de tweede helft van de 19de eeuw; zij zouden hem later goed van pas komen voor zijn bewerking van en aanvulling op de Schets eener parlementaire geschiedenis van Nederland van Van Weideren Rengers, die in 1948 uitkwam. Ook zijn volgende publicaties berustten doorgaans op uitgebreid bronnenonderzoek, waarbij echter weleens te veel het accent kwam te liggen op wat geput werd uit particuliere archieven. De Vries' bedoeling iemand als Thorbecke van een niet in alle opzichten verdiend voetstuk te halen en zijn verlangen recht te doen aan diens tegenspelers die in publieke waardering tekort zijn gekomen, hebben hem zelf soms in eenzijdigheid doen vervallen. De ongekende Thorbecke (Amsterdam, 1950) en vooral Overgrootvader Koning Willem III (Amsterdam, 1951) riepen veel tegenkritiek op.

## Publicaties
- C.W de Vries. Handboek voor armbezoekers, 1916.
- C.W de Vries. De ongekende Thorbecke (Amsterdam, 1950)
- C.W de Vries. Overgrootvader Koning Willem III (Amsterdam, 1951)